# Nanossegundo-luz
Nanossegundo-luz é distância que a luz percorre no vácuo em um bilionésimo de segundo. Em 1 ns, a luz percorre 29,9792458 cm exatos no vácuo (pela definição do metro). Mas a velocidade da luz é menor quando dentro de materiais, indicado por um índice de refração maior que 1. Assim, no ar (1,003), a luz viaja 29,89 cm em 1 ns, mas percorre "apenas" 22,54 cm na água (1,33) cada nanossegundo.